# Stor knopurt
Stor knopurt (Centaurea scabiosa) er en 30-100 cm høj urt, der ligesom almindelig knopurt vokser langs veje og på skrænter og høje enge.

## Beskrivelse
Stor knopurt er en flerårig urt med en opret, busket vækst. Stænglerne er let kantede og svagt hårede. I den grundstillede roset er bladene enkelt eller dobbelt fjersnitdelte, mens bladene på stænglerne er fligede med hel rand. Oversiden er mørkegrøn, mens undersiden er lysegrøn.
Blomstringen sker i juli-september, hvor man kan se endestillede blomsterkurve på hver af de forgrenede stængler. Hver kurv har en knopformet bund med skælagtige kurvsvøbblade, der har hårlignende udvækster langs randene. De enkelte blomster i kurven er rørformede og mørkt rødviolette. Frugterne er nødder med hårformet fnok.
Rodnettet består af en lodret jordstængel, som fortsætter i en kraftig pælerod med tynde siderødder.
Højde x bredde og årlig tilvækst: 0,80 x 0,40 m (80 x 40 cm/år).

## Voksested
Arten hører hjemme i Vestsibirien og det meste af Europa, herunder også Danmark med undtagelse af Vestjylland. Den foretrækker en kalkholdig, tør jord langs hegn, skovbryn og vejkanter samt på overdrev og stepper i fuld sol eller let skygge.
På bjerget Eichkogel i Wienerwald syd for Wien vokser den langs randen af skove, der har østrigsk fyr som dominerende træ, sammen med bl.a. Astragalus onobrychis (en astragel-art), bakkestilkaks,
bjergmandstro, Carex michelii (en star-art), Chamaecytisus ratisbonensis (en gyvel-art), dunet vejbred, flerårig fladbælg, gul hør, gul skabiose, guldhårasters, Helianthemum ovatum (en soløje-art), Hypochoeris maculata (en kongepen-art), håret alant, karteusernellike, lodden spidsbælg, Muscari neglectum (en perlehyacint-art), nøgleklokke, Scorzonera purpurea (en skorzoner-art), småblomstret salvie, virgilasters, våradonis, ædelkortlæbe og østrigsk ærenpris
.
| Portal | Portal:Botanik |

## Note
1. ↑  Annonaceae.org: Pannonian dry vegetation along the margin of the eastern Alps S of Vienna(tysk)